# Astrid Peth
Astrid Peth est un personnage fictif de la série télévisée britannique Doctor Who interprété par Kylie Minogue. Alors que le Docteur voyage seul dans le TARDIS à la suite du départ de Martha Jones, elle le rencontre dans Une croisière autour de la Terre et devient - uniquement dans cet épisode spécial de Noël, diffusé pour la première fois le 25 décembre 2007 sur BBC One - sa compagne. Le choix de Minogue pour ce rôle s'est avéré payant, sa notoriété assurant la promotion de l'épisode. Le succès d'Une croisière autour de la Terre en termes d'audience a généralement été attribué à l'apparition de la chanteuse en tant qu'Astrid Peth.

## Conception
Russell T Davies a annoncé qu'Astrid Peth serait le prochain compagnon du Docteur après Martha Jones (interprétée par Freema Agyeman) le 14 août 2007. Le nom de famille d'Astrid, Peth, a été confirmé dans l'édition de Noël de Radio Times. Davies a déclaré que le personnage ne serait présent que dans un épisode, même avant que le rôle ne soit attribué à Kylie Minogue. Le fait qu'Astrid est une anagramme de TARDIS et que Peth est le mot gallois pour chose a été largement commenté avant la diffusion de l'épisode,, mais l'épisode n'y attache pas d'importance. Dans Doctor Who Confidential, Minogue décrit Astrid comme une « rêveuse » dont le désir de voyager se réveille en présence du Docteur.

## Présentation
Astrid Peth est une serveuse à bord du vaisseau spatial de croisière le Titanic. Elle rencontre le Docteur lors de l'épisode Une croisière autour de la Terre. Ancienne serveuse dans le spatioport de Sto, sa planète d'origine, elle a souhaité découvrir de nouveaux mondes et s'est engagée à bord du Titanic.
Mais finalement son travail est exactement le même qu'au spatioport et, n'ayant jamais de permission pour descendre à terre, elle ne voit finalement rien des planètes que visite le Titanic. Attristé par son histoire, le Docteur se débrouille pour l'emmener pour une excursion sur la Terre. Même si la visite est écourtée, elle revient enchantée de son voyage.
Lorsque la situation devient plus critique sur le Titanic, elle fait de son mieux pour aider le Docteur. Celui-ci est d'ailleurs très sensible à ses attentions et il lui propose même, lorsque tout sera terminé, de venir avec lui dans le TARDIS et de l'accompagner dans ses voyages. Elle embrasse même le Docteur pour lui souhaiter bonne chance.
Mais le destin en décide autrement : Astrid se sacrifie pour sauver le Docteur. Mais elle meurt alors qu'elle portait un bracelet de téléportation ; le bracelet, si son porteur approche de la mort, s'active et sauvegarde automatiquement le corps.
Le Docteur tente alors de réactiver le bracelet, mais le manque d'énergie du Titanic fait échouer sa tentative. Il ne réussit qu'à régénérer une image d'elle-même. Il l'embrasse alors avant de libérer les atomes qui la composent. À la fin de l'épisode, on peut voir une trainée de poussière bleue saluant le Docteur. On peut également constater qu'Astrid est une anagramme de TARDIS.